# Tasnime Ayed
Tasnime Ayed (arabe : تسنيم عيّاد), née à Sousse en 1989, est une enseignante universitaire et chercheuse tunisienne principalement connue pour ses travaux consacrés à l'écrivain américain George R. R. Martin et son engagement féministe,,.

## Biographie
Ancienne élève de l'École Normale Supérieure de Tunis, Tasnime Ayed a poursuivi des études universitaires en langue, littérature et civilisation françaises. Titulaire de l'agrégation de lettres françaises après son admission au concours national tunisien de l'agrégation en 2014, elle enseigne depuis la même année au département de français de la Faculté des Lettres, des Arts et des Humanités de La Manouba. En 2020, elle obtient un double-diplôme de doctorat en littérature française et comparée, préparé sous la cotutelle des universités d'Artois et de La Manouba.
Tasnime Ayed a consacré sa thèse de doctorat à l'étude de ce qu'elle définit comme la « médiévalisation » du pouvoir dans les cycles romanesques de Chrétien de Troyes et de George R. R. Martin. Vice-présidente du « Martin Studies International Network », elle est spécialiste de l'œuvre de l'écrivain américain, et plus spécifiquement de A Song of Ice and Fire et Game of Thrones, sa thèse étant la première thèse francophone à analyser ce corpus.
Membre de laboratoires de recherche tunisien et français et de l'association « Modernités médiévales », Tasnime Ayed mène actuellement des travaux de recherche sur le médiévalisme, portant essentiellement sur la réception contemporaine de l’imaginaire médiéval dans les fictions littéraires et la culture populaire.
Engagée dans la cause féministe, Tasnime Ayed a lancé le premier réseau interuniversitaire tunisien ciblant l'autonomisation des femmes et l'égalité des genres.

## Distinctions
- Lauréate tunisienne[1] de la formation d'excellence au leadership féminin et à l'égalité des genres Femmes d’Avenir en Méditerranée (promotion 2017), organisée par Sciences Po Paris avec le soutien de l'organisation intergouvernementale Union pour la Méditerranée.

- Prix du Président de la République tunisienne, décerné par le président Fouad Mebazaa (juillet 2011)[1].

## Publications
- « Game of Thrones de l’écrit à l’écran, la subversion comme principe d’architecture du genre », in Anne Besson (dir.), Game of Thrones, nouveau modèle pour la fantasy ? Actes du colloque des Imaginales 2020[11], Paris, Actusf, 2021, p. 87-106.
- Compte rendu, Carolyne Larrington, Winter is coming. Les Racines médiévales de Game of Thrones, Antoine Bourguilleau (trad.), in Cahiers de civilisation médiévale[12], 64e année, n° 254, 2021, p. 168-170.
- « GOT ou ASOIAF ? Le Trône de Fer... en bref », in Patrick Voisin (dir.), Réinventer la Brachylogie entre dialectique, rhétorique et poétique[13], Paris, Classiques Garnier, 2020, p. 457-483.
- « Le Loup dans Game of Thrones, décryptage », in Contes et Légendes magazine n°13, Le Loup Maître des bois et des peurs[14], Oracom, 2019, p. 94-95.
- « Esthétique du combat singulier dans Le Trône de Fer », in Anne Besson et Emmanuelle Poulain-Gautret (dir.), Combattre (comme) au Moyen Âge. Bien Dire et bien aprandre, Revue de Médiévistique n°33[15],[16], Lille, Presses de l’Université de Lille, 2018, p. 293-307.
- « Figure de la Femme rouge dans Le Trône de Fer de George R. R. Martin », in Amina Ben Damir, Martine Chassignet et Agnès Lhermitte (dir.), Séduction et magie, actes du colloque international (Université de Tunis, 27-28 octobre 2016)[17], Tunis, Arabesques éditions, 2018, p. 77-86.

Tasnime Ayed a également participé à plusieurs événements scientifiques,,,, où elle interroge différentes problématiques en lien avec les littératures de l'imaginaire et le médiévalisme.